# كاثرين ماكورميك
كاثرين ماكورميك (بالإنجليزية: Kathryn McCormick)‏ هي عارضة وممثلة أمريكية، ولدت في 7 يوليو 1990 بأوغستا في الولايات المتحدة.

## أعمال

### أفلام
- (2012) ستيب أب ريفلوشن[5]

## وصلات خارجية
- كاثرين ماكورميك على موقع IMDb (الإنجليزية)
- كاثرين ماكورميك على موقع ألو سيني (الفرنسية)
- كاثرين ماكورميك على موقع ميوزك برينز (الإنجليزية)
- كاثرين ماكورميك على موقع أول موفي (الإنجليزية)
- كاثرين ماكورميك على موقع قاعدة بيانات الفيلم (الإنجليزية)
- كاثرين ماكورميك على موقع كينوبويسك (الروسية)